# Provincia de Konya
La provincia de Konya (o Iconio)  es una de las 81 provincias de Turquía. Se ubica en la región de Anatolia Central y su capital es la ciudad de Konya. 
- Distritos (ilçeler):
  - Ahırlı
  - Akören
  - Akşehir
  - Altınekin
  - Beyşehir
  - Bozkır
  - Cihanbeyli
  - Çeltik
  - Çumra
  - Derbent
  - Derebucak
  - Doğanhisar
  - Emirgazi
  - Ereğli
  - Güneysınır
  - Hadim
  - Halkapınar
  - Hüyük
  - Ilgın
  - Kadınhanı
  - Karapınar
  - Distritos de la ciudad de Konya
    - Karatay
    - Meram
    - Selçuklu

  - Kulu
  - Sarayönü
  - Seydişehir
  - Taşkent
  - Tuzlukçu
  - Yalıhüyük
  - Yunak